# Катастрофа Boeing 727 в Фанранге
Катастрофа Boeing 727 в Фанранге — крупная авиационная катастрофа, произошедшая в воскресенье 15 сентября 1974 года, в окрестностях города Фанранг в Южном Вьетнаме.

## Угон
Ле Дык Тан, рейнджер южновьетнамской армии, который недавно был понижен в звании с капитана до лейтенанта за кражу двух автомобилей в Дананге, спокойно прошел контроль в аэропорту. После вылета из международного аэропорта Дананг регулярным рейсом в международный аэропорт Сайгона Таншоннят самолет был угнан Таном при помощи двух гранат. Он потребовал, чтобы самолет летел в Ханой. Пилоты пытались посадить самолет на авиабазе Фанранг, но по неизвестным причинам прервали посадку. 

## Крушение
Самолет пролетел мимо посадочных ориентиров и совершил левый разворот, во время которого потерял управление. Вскоре после этого он упал на землю с высоты 300 метров, в результате чего погибли все 75 человек, находившиеся на борту.

## Причина
Несмотря на то, что точная причина остается неясной, было высказано предположение, что угонщик вызвал крушение, взорвав гранаты после того, как пилоты отказались подчиниться его требованиям.